# Tòng Sành
Tòng Sành là một xã thuộc huyện Bát Xát, tỉnh Lào Cai, Việt Nam.

## Địa lý
Xã Tòng Sành có địa giới hành chính:
- Phía đông giáp xã Cốc San, thành phố Lào Cai
- Phía tây và phía bắc giáp Quang Kim và xã Phìn Ngan
- Phía nam giáp xã Trung Chải, thị xã Sa Pa và xã Tả Phời, thành phố Lào Cai.

Xã Tòng Sành có diện tích 25,98 km², dân số năm 2019 là 1800 người, mật độ dân số đạt 80 người/km².
Xã có hơn 325 hộ dân, 99,6% là đồng bào dân tộc Dao sinh sống.

### Địa hình
Đây là một trong các xã vùng cao của khu vực miền núi phía Tây Bắc có địa hình chủ yếu là đồi, núi, khá dốc, có độ phân cắt khá cao. Độ cao tuyệt đối trung bình khoảng 800m. Trong đó nơi thấp nhất nằm ở rìa ranh giới phía Bắc của xã (phía Bắc thôn Tả Hồ) có độ cao tuyệt đối dưới 100m. Nơi cao nhất nằm ở phía tây nam của xã (phía tây bắc thôn Ky Công Hồ) có độ cao tuyệt đối trên 1.600m. Tại những nơi này hay xảy ra các vụ sạt lở đồi núi gây hậu quả nghiêm trọng về người và tài sản.

## Hành chính
Xã Tòng Sành được chia thành 6 thôn: Chu Cang Hồ, Láo Vàng Chải, Ky Công Hồ, Tả Tòng Sành, Séo Tòng Sành, Tả Hồ.

## Kinh tế

### Phương thức canh tác
Tòng Sành với địa hình núi dốc, bà con nông dân ở đây chủ yếu canh tác nông nghiệp trồng lúa nước, sắn, ngô, khoai lang,... Với lợi thế có đường Quốc lộ 4D đi qua địa bàn nông dân bắt đầu trồng dưa hấu, dưa chuột để bán nâng cao thu nhập. Mỗi vụ thu nhập được chục triệu đồng.

## Giao thông
Xã Tòng Sành có tuyến quốc lộ 4D đi qua với chiều dài 4 km là tuyến giao thông huyết mạch nối từ thành phố Lào Cai đi thị xã Sa Pa và tỉnh Lai Châu. Hiện nay đường vào các thôn bản đã được bê tông hóa (trừ Láo Vàng Chải), việc kiên cố hóa này nhằm tạo điều kiện thuận lợi cho việc trung chuyển, giao thương buôn bán hàng hoá phát triển kinh tế xã hội của địa phương,...